# Erkin Tuyakov
Erkin Tuyakov – kazachski judoka.
Startował w Pucharze Świata w 2002. Srebrny medalista mistrzostw Azji w 2001. Trzeci na mistrzostwach Azji juniorów w 2001 roku.